# Rae Ingram
Rae Ingram (Manchester, 6 dicembre 1974) è un ex calciatore inglese, di ruolo difensore.

## Carriera

### Club
Durante la sua carriera ha giocato con varie squadre di club, tra cui il Manchester City, con cui conta 21 presenze, tra cui 5 in massima serie.